# Roger Galera Flores
Roger Galera Flores, genannt Roger (* 17. August 1978 in Rio de Janeiro) ist ein ehemaliger brasilianischer Fußballspieler.

## Karriere
Roger spielte die meiste Zeit seiner Laufbahn für drei große Klubs Brasiliens Fluminense FC, SC Corinthians und Cruzeiro EC. Fünf Jahre lang stand er bei Benfica Lissabon unter Vertrag, wurde aber in dieser Zeit zweimal an Fluminense verliehen. 2012 beendete er seine aktive Laufbahn bei Cruzeiro EC.
Nach seiner aktiven Laufbahn wurde Roger als Kommentator für SporTV aktiv und trat auch bei Rede Globo und Premiere FC auf. Für Globo kommentierte er die Spielen der Fußball-Weltmeisterschaft 2014. Im Mai 2018 übernahm er nach dem Weggang von Juninho Pernambucano die Rolle des nationalen Kommentators bei TV Globo bei Fußballübertragungen. Roger ging als erster ehemaliger Spieler in die Geschichte des Senders ein, der Moderator auf Globo-Kanälen wurde. Am 27. Januar 2019 begann Roger einen neuen Zyklus in seiner Karriere als Moderator, als er mit „Boleiragem“ debütierte, eine Sportsendung, welche auf verschiedenen Kanälen des Senders ausgestrahlt wird.

## Trivia
Seine Schwester Tammy Galera nahm an den Olympischen Sommerspielen 2016 in Rio de Janeiro im Wasserspringen teil. Seine zweite Schwester, Úrsula Flores, war Turnerin.
Im Jahr 2009 heiratete Roger die Schauspielerin Deborah Secco. Die Zeremonie fand im Schloss des Barons von Itaipava, in der Bergregion des Bundesstaates Rio de Janeiro statt. Im Jahr 2013 trennten sie sich nach einigen Gerüchten über Betrug seitens Roger. Am 28. September 2019 gaben sich Roger Flores und Betina Schmidt am Strand von Icaraizinho de Amontada in Ceará das Jawort.
Über seine Mutter verfügt Galera Flores auch über die Staatsbürgerschaft von Trinidad und Tobago.

## Erfolge
Fluminense
- Staatspokal von Rio de Janeiro: 1998
- Série C: 1999
- Staatsmeisterschaft von Rio de Janeiro: 2002

Benfica
- Taça de Portugal: 2003–04

Corinthians
- Campeonato Brasileiro de Futebol: 2005

Cruzeiro
- Staatsmeisterschaft von Minas Gerais: 2011

## Auszeichnungen
- Bola de Prata: 2001
- Prêmio Craque do Brasileirão: 2005